# Izraelská architektura

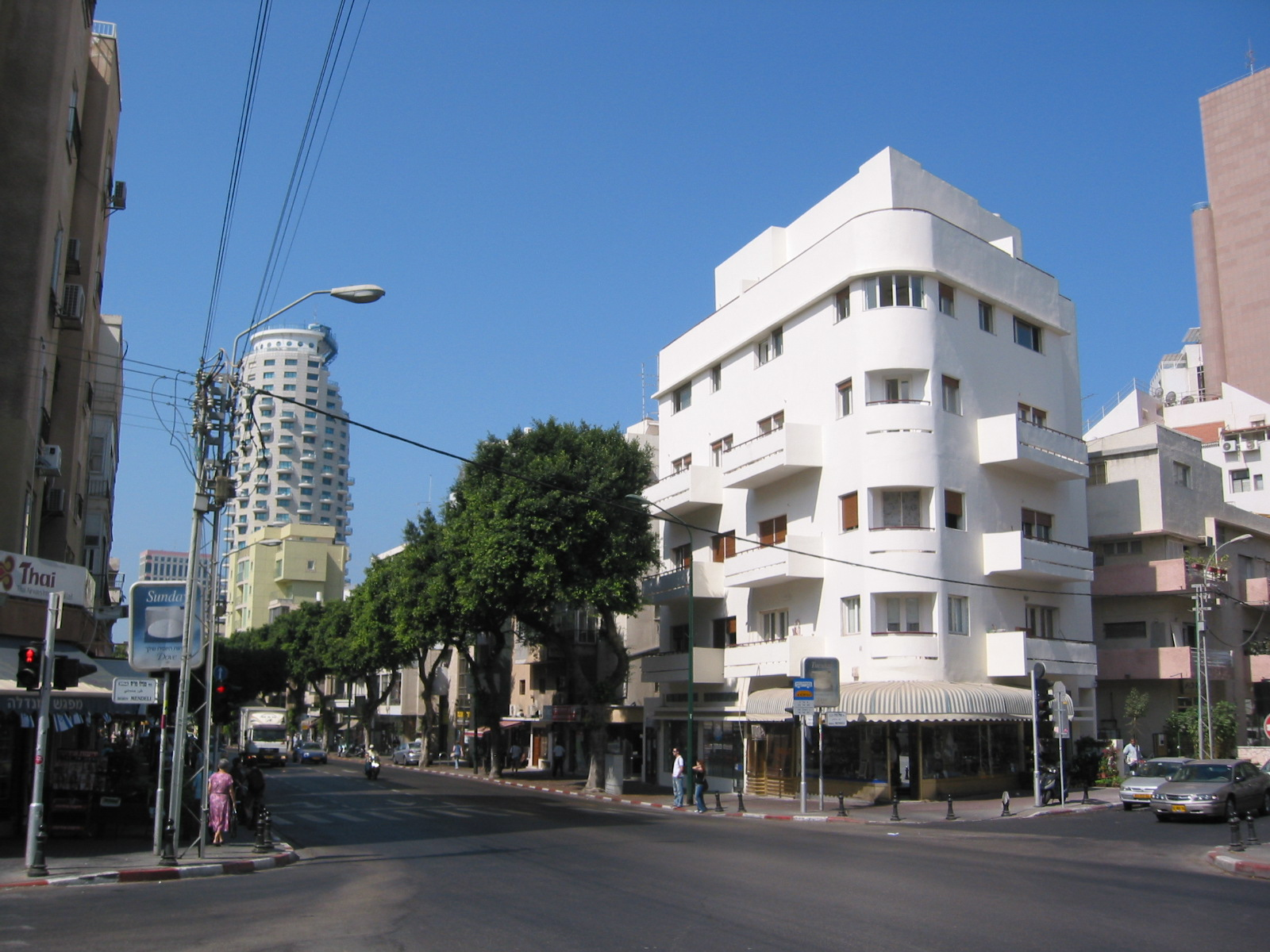
Bílé Město v Tel Avivu

Architektura v Izraeli zahrnuje velké množství architektonických stylů, které se v této oblasti vyvíjeli po tisíce let. Množství vládců, kteří během minulosti tuto zemi ovládali, měli na její architekturu značný vliv a například vliv templářů nebo arabské styly jsou dodnes patrné ve starých městech. Pravděpodobněji nejznámější je Bílé Město v Tel Avivu postavené ve stylu bauhaus, které je dokonce na seznamu světového dědictví UNESCO. Izrael je však mladý stát a většina architektury v zemi je moderního stylu. V nedávné době bylo v Izraeli postaveno mnoho mrakodrapů, z nich největší, Moše Aviv Tower, ve městě Ramat Gan, je 244 metrů vysoký.

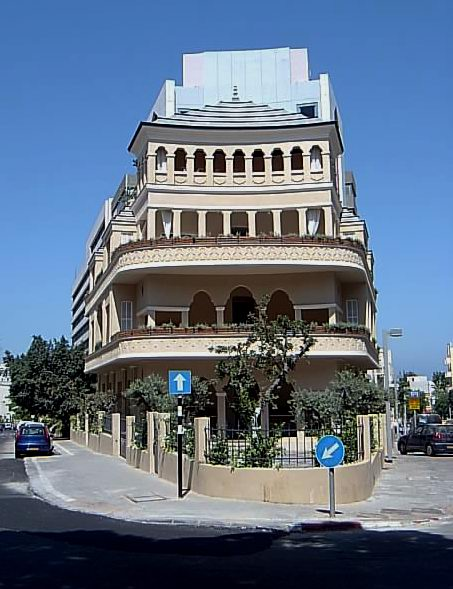
Pagodovitý dům v eklektickém stylu 20. let 20. století, spojujícím západní a východní architekturu

## Muzea a archivy
Nový Archiv izraelské architektury Galerie bude otevřeli v roce 2013 v Tel Aviv Museum of Art. a nové Muzeum architektury, Haifa se otevře v listopadu 2012.